# Гарретсон, Кэти
Кэ́тлин «Кэ́йти» Га́рретсон (англ. Kathleen «Katy» Garretson; 15 мая 1963, Нюрнберг, Германия) — американский телережиссёр

 и телепродюсер.

## Биография
Кэтлин Гарретсон родилась 15 мая 1963 года в Нюрнберге (Германия) в семье американских военных. Гарретсон окончила Университет Южной Калифорнии, получив степень в области журналистики и деловых коммуникаций. В университете Гарретон была членом женского клуба «Дельта Дельта Дельта» и была отмечена наградами членами команды USC Speech & Debate. Она заинтересовалась киноиндустрией во время работы в колледже в качестве гида в Universal Studios. После окончания школы и краткого выступления в качестве помощника по производству и поддержки, она была принята в учебную программу Гильдии режиссёров Америки. После двухлетнего стажировки, она полностью присоединилась к DGA в качестве помощника режиссёра. В течение первых нескольких лет работы в качестве члена DGA Гарретсон работала в основном над телевизионными художественными фильмами.
В течение нескольких лет она продолжала работать помощником режиссёра по MOW, функциям и рекламным роликам.
В январе 2012 года Гарретсон получила премию Фрэнка Капра в рамках Гильдии режиссёров Америки за выдающиеся достижения. Эта награда, на тот момент, была вручена только 25 раз в истории Гильдии.
Гарретсон также является телевизионным продюсером.
Гарретсон уже давно работает в DGA и Академии телевизионных искусств и наук (ATAS), выступая на многочисленных семинарах. Она также преподавала занятия по режиссуре комедии в Американском институте кино в Лос-Анджелесе.
В 2011—2015 годы Кэйти была замужем за сценаристом Джонатаном Аксельродом.

## Избранная фильмография
- 1988 — «Полицейский» / Cop
- 1989 — «Чёрный дождь» / Black Rain
- 1989 — «Закон Лос-Анджелеса» / L.A. Law
- 1990 — «Коломбо» / Columbo
- 1991 — «Подмена» / Switch
- 1991 — «Звёздный путь 6: Неоткрытая страна» / Star Trek VI: The Undiscovered Country
- 1994 — «Клиффорд» / Clifford
- 1994 — «Двойной дракон» / Double Dragon
- 1999-2004 — «Фрейзер» / Frasier
- 2002 — «Риба» / Reba
- 2003-2005 — «Подруги» / Girlfriends
- 2009 — «Тру Джексон» / True Jackson, VP
- 2011 — «Танцевальная лихорадка» / Shake It Up
- 2015 — «Одно большое счастье» / One Big Happy
- 2015 — «Молодые и голодные» / Young & Hungry
- 2016 — «Две девицы на мели» / 2 Broke Girls
- 2016 — «Странная парочка» / The Odd Couple
- 2017 — «Школа рока» / School of Rock